# 제15회 베를린 국제 영화제
제15회 베를린 국제 영화제의 시상식에 관한 내용이다.

## 수상 및 후보

### 황금곰상
- 알파빌 - 장 뤽 고다르 수상

### 은곰상:심사위원상
- 에엔 존다그 옵 헷 에이랜드 반 드 그랜드 자트 - 프랜즈 웰츠 수상

### 은곰상:감독상
- 차룰라타 - 사티야지트 레이 수상

### 은곰상:여자연기자상
- 셰익스피어 왈라 - 매더 재프리 수상

### 은곰상:남자연기자상
- 캣 벌루 - 리 마빈 수상

### 황금곰상:단편영화상
- 예이츠 컨츄리 - 패트릭 캐리 수상